# Saint-Antonin, Gers
 Saint-Antonin  là một xã của tỉnh Gers, thuộc vùng Occitanie, tây nam nước Pháp.